# دلقک‌ماهی گوجه‌فرهنگی
دلقک‌ماهی گوجه‌فرهنگی (نام علمی: Amphiprion frenatus) نام یک گونه از سرده دواره‌ای‌ها است.